# مبرهنة التدرج
تنص مبرهنة التدرج (بالإنجليزية: Gradient theorem)‏، والمعروفة أيضًا باسم المبرهنة الأساسية للتفاضل والتكامل للتكاملات الخطية، أنه يمكن تقييم تكامل خطي من خلال حقل التدرج من خلال تقييم الحقل السلمي الأصلي في نقاط النهاية للمنحنى. المبرهنة هي تعميم المبرهنة الأساسية للتفاضل والتكامل لأي منحنى في مستوى أو فضاء (بشكل عام n الأبعاد) بدلاً من مجرد الخط الحقيقي.
لتكن φ : U ⊆ ℝn → ℝ دالة قابلة للاشتقاق باستمرار و γ أي منحنى في U يبدأ عند p وينتهي عند q. تنص المبرهنة على أن:
{\displaystyle \int _{\gamma }\nabla \varphi (\mathbf {r} )\cdot \mathrm {d} \mathbf {r} =\varphi \left(\mathbf {q} \right)-\varphi \left(\mathbf {p} \right)}
(حيث تشير ∇φ إلى تدرج الحقل المتجهي لـ φ)
تستلزم نظرية التدرج بأن التكاملات الخطية عبر حقول التدرج مستقلة عن المسار.  في الفيزياء هذه المبرهنة هي إحدى طرق تعريف القوة المحافظة. بوضع φ ككمون، ∇φ هو حقل محافظ. لا يعتمد الشغل الذي تقوم به القوى المحافظة على المسار الذي يتبعه الكائن، ولكن يعتمد فقط على نقاط النهاية، كما تظهر المعادلة أعلاه.

## إثبات
إذا كانت φ دالة قابلة للتفاضل من المجموعة الجزئية المفتوحة U (لـ ℝn) نحو ℝ، وإذا كانت r دالة قابلة للتفاضل من الفترة المغلقة [a, b] نحو U، حسب قاعدة السلسلة متعددة المتغيرات، فإن الدالة المركبة φ ∘ r قابلة للتفاضل على (a, b) و:
{\displaystyle {\frac {\mathrm {d} }{\mathrm {d} t}}(\varphi \circ \mathbf {r} )(t)=\nabla \varphi (\mathbf {r} (t))\cdot \mathbf {r} '(t)}
لكل t في (a, b). هنا، تشير " ⋅ " إلى الجداء الداخلي.
نفترض الآن أن المجال U لـ φ يحتوي على المنحنى القابل للتفاضل γ بنقاط النهاية p و q, (موجه في الاتجاه من p إلى q). إذا كانت r توسِّط γ من أجل t في الفترة [a, b]، فإن ما ورد أعلاه يوضح ما يلي:
{\displaystyle {\begin{aligned}\int _{\gamma }\nabla \varphi (\mathbf {u} )\cdot \mathrm {d} \mathbf {u} &=\int _{a}^{b}\nabla \varphi (\mathbf {r} (t))\cdot \mathbf {r} '(t)\mathrm {d} t\\&=\int _{a}^{b}{\frac {d}{dt}}\varphi (\mathbf {r} (t))\mathrm {d} t=\varphi (\mathbf {r} (b))-\varphi (\mathbf {r} (a))=\varphi \left(\mathbf {q} \right)-\varphi \left(\mathbf {p} \right)\end{aligned}}}
حيث تُستخدَم تعريف التكامل الخطي في المساواة الأولى، وتُستخدَم المبرهنة الأساسية للتفاضل والتكامل في المساواة الثالثة.